# Aeródromo Río Pascua
El Aeródromo Río Pascua (OACI: SCTP) es un terminal aéreo ubicado junto a la ciudad de Tortel, Provincia Capitán Prat, Región de Aysén, Chile. Este aeródromo es de carácter público.